# Шуринцево
 Шуринцево — деревня в Ивановском районе Ивановской области. Входит в состав Беляницкого сельского поселения.

## География
Находится в западной части Ивановской области на расстоянии приблизительно 7 км на северо-запад по прямой от вокзала станции Иваново на левом берегу речки Уводь.

## История
В 1859 году здесь (тогда деревня Шуйского уезда Владимирской губернии) было учтено 10 дворов.

## Население
Постоянное население составляло 55 человек (1859 год), 30 в 2002 году (русские 100 %), 159 в 2010.